# Cynamonowiec

Laski cynamonu – kora cynamonowca cejlońskiego

Liście cynamonowca kamforowego

Cynamonowiec (Cinnamomum Scheffer) – rodzaj roślin z rodziny wawrzynowatych. Obejmuje ok. 250 gatunków, które pierwotnie występowały tylko we wschodniej i południowo-wschodniej Azji. Obecnie są uprawiane i jako dziczejące spotykane w całej strefie klimatu subtropikalnego.
Rośliny z tego rodzaju są aromatyczne. Ich kora używana jest jako przyprawa, surowiec do produkcji olejków zapachowych i wykorzystywana jest w lecznictwie. Szczególne znaczenie jako roślina przyprawowa, o długiej tradycji uprawy, ma cynamonowiec cejloński C. verum i cynamonowiec wonny C. aromaticum. Z ich kory (ale też innych gatunków) wyrabia się cynamon, z innych gatunków wyrabia się inne przyprawy. Cynamonowiec kamforowy Cinnamomum camphora był surowcem do otrzymywania kamfory (współcześnie syntetyzowanej sztucznie). Wiele gatunków jest źródłem cenionego drewna i uprawianych jest jako rośliny ozdobne. 

## Morfologia
PokrójDuże krzewy i drzewa osiągające do 30 m wysokości, zwykle z rozłożystymi koronami.
LiścieUlistnienie skrętoległe, rzadziej naprzeciwległe, pozornie okółkowe, często liście skupione są na końcach pędów. Liście wiecznie zielone, skórzaste, ale dość miękkie, często połyskujące, osadzone na cienkim ogonku. Blaszka ma kształt owalny, z obu końców jest zaostrzona, osiąga zwykle od 7 do 10 cm długości.
KwiatyNiepozorne, zielonkawe, białawe lub żółte, zebrane w wierzchotkowate kwiatostany wyrastające z kątów liści w szczytowej części pędów lub na ich szczycie. Obupłciowe, rzadziej rozdzielnopłciowe. Miseczkowaty lub dzwonkowaty okwiat tworzy 6 podobnych wielkością listków, drobno owłosionych od wewnątrz. Pręcików jest 9 w trzech okółkach. Pojedynczy słupek składa się z zalążni i cienkiej szyjki podobnej długości zwieńczonej dyskowatym lub główkowatym, rzadko trójdzielnym znamieniem.
OwocePodłużne, jednonasienne jagody od czerwonych do prawie czarnych, o średnicy do ok. 1 cm, osadzone na grubiejącym dnie kwiatowym.

## Biologia i ekologia
Rośliny wymagające dużej wilgotności powietrza i w znacznej części występujące w pobliżu wybrzeży. Są składnikami różnego rodzaju lasów, rosną też na terenach skalistych.

## Systematyka
Pozycja systematyczna
Jeden z około 50 rodzajów zaliczanych do rodziny wawrzynowatych (Lauraceae), wchodzącej w skład rzędu wawrzynowców (Laurales). W obrębie rodziny jest jednym z najbardziej bogatych w gatunki. W niektórych ujęciach proponowane jest włączenie tu roślin z rodzaju Phoebe, co poszerza zasięg rodzaju o kontynenty amerykańskie i zwiększa liczbę gatunków do znacznie ponad 300.
Wybrane gatunki
- cynamonowiec Burmana Cinnamomum burmanii (Nees & T.Nees) Blume
- cynamonowiec cejloński Cinnamomum verum J. Presl
- cynamonowiec kamforowy Cinnamomum camphora (L.) J.Presl
- cynamonowiec wonny, kasja Cinnamomum cassia (L.) J.Presl
- Cinnamomum tamala (Buch.-Ham.) T.Nees & Eberm.

## Zastosowanie
Cynamon to popularna przyprawa kuchenna, którą otrzymuje się przede wszystkim z wysuszonej kory cynamonowca cejlońskiego (najbardziej ceniony) oraz wielu innych gatunków tego rodzaju (które rzadko są importowane do Europy, a mają znaczenie tylko dla kuchni regionalnej), a nawet innego rodzaju ("cynamon z Batawii"  – ze strączyńca oraz "cynamon biały" z korzybiela). Występuje w dwóch postaciach, utarty na proszek lub w niewielkich, zwiniętych w rulonik kawałkach, ma kolor rdzawy i dzięki zawartemu w niej olejkowi cynamonowemu charakterystyczny słodkawo-korzenny, lekko piekący smak i silny aromat.
Cynamon używany jest do przyprawiania potraw słodkich z ryżu, pieczonych jabłek, wina grzanego i ponczu.
Niewielkie ilości cynamonu służą do aromatyzowania gulaszu, baraniny, gotowanych ryb i szynki.
Olejek cynamonowy ma działanie antyseptyczne.
Z cynamonowca wonnego wytwarza się olejek kasjowy (kasję). Cynamonowiec kamforowy Cinnamomum camphora był surowcem do otrzymywania kamfory (współcześnie syntezowanej, otrzymywanej sztucznie). Wiele gatunków jest źródłem cenionego drewna i uprawianych jest jako rośliny ozdobne.